# Notre Dame High School
La Notre Dame High School es una escuela secundaria católica privada para niñas, fundada en 1851 por las Hermanas de Notre Dame (Nuestra Señora) de Namur y opera dentro de la Diócesis de San José, en California, al oeste de los Estados Unidos. La actividad de la escuela es impulsada por las enseñanzas de Santa Julia Billiart, la fundadora de las Hermanas de Notre Dame de Namur: "enseñarles lo que necesitan saber para la vida."